# Chaco patagonica
Chaco patagonica là một loài nhện trong họ Nemesiidae.
Chaco patagonica được miêu tả năm 1995 bởi Goloboff.